# حاجی‌میرزالی (کوزان)
حاجی‌میرزالی (به ترکی استانبولی: Hacımirzalı) یک منطقهٔ مسکونی در ترکیه است که در قوزان (ترکیه) واقع شده‌است.